# Norm Richardson
Charles Norman "Norm" Richardson, (Brooklyn, Nueva York; 24 de julio de 1979) es un exjugador de baloncesto estadounidense. Con 1,96 de estatura, su puesto natural en la cancha era el de escolta. Actualmente es entrenador asistente de los Fort Wayne Mad Ants de la G League.

## Trayectoria
[actualizar]